# Hábitat sustentable
Un hábitat sustentable es un ecosistema que  es  capaz de producir alimentos y refugio para las personas y otros organismos, sin agotar los recursos, buscando no enviar residuos al exterior de dicho ecosistema. Así, el hábitat puede continuar en el futuro sin ingreso de recursos externos. Ese hábitat sustentable puede evolucionar naturalmente o pueden ser generados por el hombre (como las biosferas restauradas).
Un hábitat sustentable a ser creado y diseñado por la inteligencia humana, debería imitar a la naturaleza, para tener éxito. Todo dentro de ella está conectado a un complejo conjunto de organismos, recursos físicos y funciones. Organismos de diferentes ecosistemas pueden reunirse para cumplir con diversos nichos ecológicos.
A menudo, el término se refiere a hábitat humano sostenible, que suele implicar algún tipo de edificación o planificación del medio ambiente.
En la creación de los hábitat sustentables normalmente participan, científicos ambientales, diseñadores, arquitectos e ingenieros. Estos han de concebir el hábitat como un flujo de nutrientes, minimizando la emisión o exportación de residuos para alimentar a procesos fuera del sistema. Además deberán investigar la manera de interconectar flujos de residuos a la producción a fin de crear una sociedad más sostenible que minimice la contaminación.
La sociedad debe ser alentada para crear empresas semilla para la expansión de cultivos "más eficientes" que representan un pequeño grupo genético. Un número menor de agricultores cuentan ahora con cada vez más variedades tradicionales que han co-evolucionado para adaptarse a un sitio determinado. La biodiversidad es un elemento clave para conseguir un hábitat sustentable.